# Erika Christensen
Erika Jane Christensen (Seattle, 19 agosto 1982) è un'attrice statunitense.

## Biografia
Nata a Seattle da Steven e Kathy Christensen, ha lontane origini danesi, norvegesi, svedesi e irlandesi. Ha due fratelli gemelli, Brando e Dane, quest'ultimo è anche lui attore. Inizia la sua carriera, a Los Angeles, partecipando ad uno spot pubblicitario per la catena McDonald's, successivamente prende parte a molte serie tv come Frasier, Il tocco di un angelo, Jarod il camaleonte, Cenerentola a New York e That '70s Show.
Nel 2000 prende parte al film di Steven Soderbergh Traffic, nel 2002 recita nel thriller Swimfan - La piscina della paura e nella commedia Due amiche esplosive. Nel 2004 è nel cast di Perfect Score con Scarlett Johansson e Chris Evans, mentre nel 2005 recita in Flightplan - Mistero in volo con Jodie Foster. È apparsa nel videoclip Tired of Being Sorry della band di Balthazar Getty, Ringside, videoclip diretto da Joaquin Phoenix. Tra il 2006 e il 2007 ha recitato nella serie tv Six Degrees - Sei gradi di separazione, nel ruolo di Mae, mentre dal 2010 fa parte del cast della serie tv Parenthood.

### Vita privata
Fa parte del movimento religioso di Scientology. È sposata con il ciclista Cole Maness.

## Filmografia

### Cinema
- Ci pensa Beaver (Leave It to Beaver), regia di Andy Cadiff (1997)
- Traffic, regia di Steven Soderbergh (2000)
- Swimfan - La piscina della paura (Swimfan), regia di John Polson (2002)
- Due amiche esplosive (The Banger Sisters), regia di Bob Dolman (2002)
- Perfect Score (The Perfect Score), regia di Bob Dolman (2004)
- Riding the Bullet, regia di Mick Garris (2004)
- Litigi d'amore (The Upside of Anger), regia di Mike Binder (2005)
- The Sisters, regia di Arthur Allan Seidelman (2005)
- Flightplan - Mistero in volo (Flightplan), regia di Robert Schwentke (2005)
- Gardener of Eden - Il giustiziere senza legge (Gardener of Eden), regia di Kevin Connolly (2007)
- How to Rob a Bank, regia di Andrews Jenkins (2007)
- Struck, regia di Taron Lexton – cortometraggio (2008)
- Veronika Decides to Die, regia di Emily Young (2009)
- Mercy, regia di Patrick Hoelck (2009)
- The Tortured, regia di Robert Lieberman (2010)
- How Sweet It Is, regia di Brian Herzlinger (2013)
- All At Once, regia di Jon Abrahams (2016)
- The Case for Christ, regia di Jon Gunn (2017)
- Clover, regia di Jon Abrahams (2020)
- Kimi - Qualcuno in ascolto (Kimi), regia di Steven Soderbergh (2022)
- Un'altra scatenata dozzina (Cheaper by the Dozen), regia di Gail Lerner (2022)

### Televisione
- Mamma, io vengo da un altro pianeta? (Can of Worms), regia di Paul Schneider – film TV (1999)
- Six Degrees - Sei gradi di separazione (Six Degrees) – serie TV, 12 episodi (2006-2007)
- Law & Order - Unità vittime speciali (Law & Order: Special Victims Unit) – serie TV, episodio 9x12 (2008)
- Lie to Me – serie TV, episodio 2x01 (2009)
- Parenthood – serie TV, 101 episodi (2010-2015)
- Tutti i cani dei miei ex (My Boyfriends' Dogs), regia di Terry Ingram – film TV (2014)
- Wicked City – serie TV, 8 episodi (2015)
- Confirmation - Una donna per la verità (Confirmation), regia di Rick Famuyiwa – film TV (2016)
- Animagemella.com (Anything for Love), regia di Terry Ingram – film TV (2016)
- Un'ammiratrice pericolosa (The Follower), regia di Damián Romay – film TV (2016)
- Ten Days in the Valley – serie TV, 10 episodi (2017-2018)
- Amore infedele (To Have and to Hold), regia di Monika Mitchell – film TV (2019)
- Will Trent – serie TV, 41 episodi (2023- in corso)

## Doppiatrici italiane
Nelle versioni in italiano delle opere in cui ha recitato, Erika Christensen è stata doppiata da:
- Domitilla D'Amico in Traffic, Swimfan - La piscina della paura, Litigi d'amore, Gardener of Eden - Il giustiziere senza legge, Six Degrees, Ten Days in the Valley, Kimi - Qualcuno in ascolto, Will Trent
- Federica De Bortoli in Perfect Score, Mamma, io vengo da un altro pianeta?, Parenthood
- Myriam Catania in Due amiche esplosive, Un'altra scatenata dozzina
- Francesca Fiorentini in Law & Order - Unità vittime speciali
- Francesca Rinaldi in Flightplan - Mistero in volo
- Barbara Pitotti in Tutti i cani dei miei ex
- Ilaria Stagni in Animagemella.com
- Emanuela Damasio in Amore infedele
- Selvaggia Quattrini in Lie to Me